# Ngày Thành Nhân
Ngày Thành Nhân (成人の日 (Thành Nhân nhật) Seijin no hi) là một ngày lễ ở Nhật Bản diễn ra vào ngày thứ Hai của tuần thứ hai tháng Giêng hàng năm, được tổ chức từ năm 1948. Nó được tổ chức nhằm chúc mừng và động viên tất cả những vị thành niên vừa đạt đến tuổi trưởng thành là 20 tuổi theo luật của Nhật Bản trong năm qua và giúp họ nhìn nhận bản thân đã trở thành người lớn. Hoạt động của ngày lễ gồm có nghi thức Thành Nhân tổ chức ở các văn phòng địa phương và vùng, và buổi tiệc sau đó với gia đình và bạn bè.

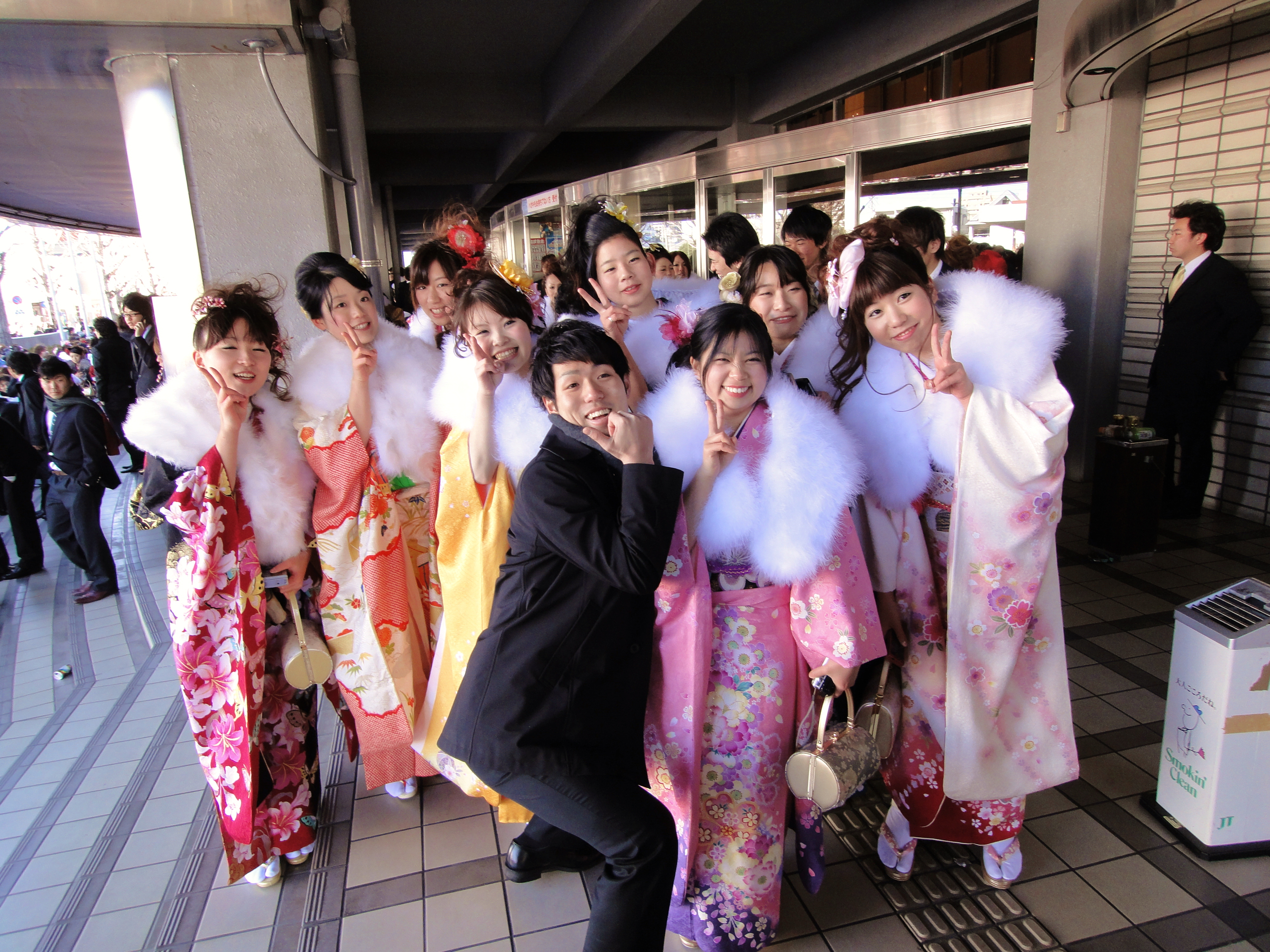

Vào ngày này, phụ nữ Nhật thường mặc kimono đắt tiền và  đeo một vòng bông ở cổ, nam giới thì mặc kimono hay là bộ áo màu đen.

## Lịch sử
Các nghi lễ trưởng thành đã được tổ chức ở Nhật Bản ít nhất là từ năm 714 sau Công nguyên, dưới thời trị vì của Hoàng hậu Genmei khi một hoàng tử trẻ mặc áo choàng mới và để kiểu tóc để đánh dấu bước sang tuổi trưởng thành. Ngày thành nhân hiện đại được kỷ niệm lần đầu năm 1948 và ấn định vào ngày 15 tháng giêng hàng năm. Đến năm 2000, do Hệ thống Thứ Hai Vui vẻ, Ngày Trưởng thành được đổi thành ngày Thứ Hai thứ hai của tháng Giêng.
Tỷ lệ sinh thấp của Nhật Bản và tỷ lệ thanh niên ngày càng giảm, cùng với sự gián đoạn trong một số lễ kỷ niệm trong những năm gần đây (chẳng hạn như sự cố ở Naha năm 2002, khi những thanh niên Nhật say rượu cố gắng phá rối các lễ hội) và sự gia tăng chung về số lượng những đứa trẻ nhiều tuổi không cảm thấy mình là người lớn đã dẫn đến việc giảm số người tham gia các buổi lễ, điều này gây ra một số lo ngại cho những người lớn tuổi ở Nhật Bản. Năm 2012, sự sụt giảm này tiếp tục trong năm thứ năm liên tiếp, với tổng số 1,22 triệu người trưởng thành kỷ niệm ngày lễ vào năm 2012 – dưới một nửa số người tham gia vào thời kỳ cao điểm nhất vào năm 1976, khi có 2,76 triệu người trưởng thành tham dự các buổi lễ. Đây là lần đầu tiên tỷ lệ này giảm xuống dưới ngưỡng 50%. Nhật Bản đã hạ thấp độ tuổi trưởng thành vào năm 2018 từ 20 năm từ 18 tuổi trở lên, dự kiến sẽ có hiệu lực vào năm 2022. Sự thay đổi này đã gây ra sự nhầm lẫn về tình trạng của ngày lễ và làm dấy lên mối lo ngại trong ngành công nghiệp kimono thu lợi nhuận từ trang phục mặc trong các buổi lễ.